# Wieglitz
Wieglitz este o comună din landul Saxonia-Anhalt, Germania.